# Echmiadzin
Ejmiatsín o Echmiadzín (en armenio Էջմիածին, oficialmente Vagharshapat) es una ciudad de Armenia perteneciente a la provincia de Armavir. Se encuentra unos 20 kilómetros al oeste de Ereván.
Su importancia radica en ser la sede del catolicós de Armenia, la catedral de Echmiadzin y la Santa Sede de Echmiadzin, el centro de la Iglesia apostólica armenia. Es considerada la capital espiritual del país.

## Toponimia
En español puede aparecer referida como Echmiadzín, Ejmiatsín' ([ɛd͡ʒʰmjɑˈt͡sin]) o Vagharshapat. En armenio el topónimo es Էջմիածին. El nombre oficial es Vagharshapat ([vɑʁɑɾʃɑˈpɑt]).

## Historia
La ciudad fue fundada como Vardkesaván en el siglo IV o III a. C. El rey Vagharsh (r. 117-140) renombró la ciudad como Vagharshapat (armenio: Վաղարշապատ), el cual todavía persiste como la denominación oficial de la ciudad. Durante varias décadas la ciudad se convirtió en la capital de Armenia y siguió siendo la ciudad más importante del país hasta el siglo IV. Habría dejado de ser capital tras la caída de la dinastía arsácida. Echmiadzín fue el nombre oficial de la ciudad entre 1945 y 1995 y todavía se usa de forma coloquial y burocráticamente.

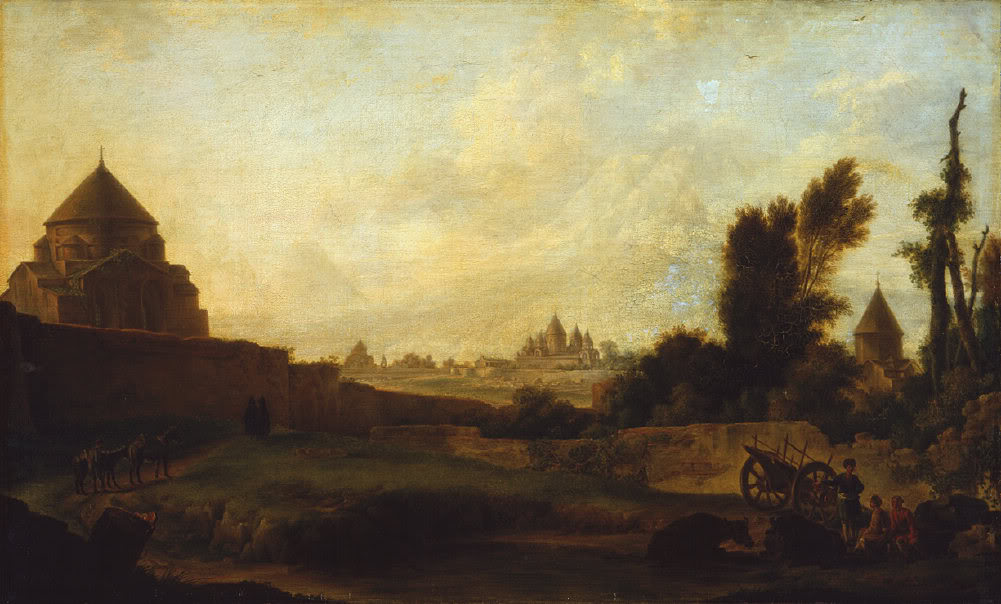
Vista de Echmiadzin en una pintura de Mijaíl Ivánov (1783-1823)

Históricamente, el punto más importante de la ciudad es la catedral de Echmiadzin, la más antigua del mundo. Fue construida originalmente por san Gregorio el Iluminador como basílica, entre 301 y 303, cuando Armenia era el único país en el mundo donde la religión cristiana era la religión del Estado. Según los escritos armenios del siglo V, san Gregorio tuvo una visión de Cristo descendiendo del cielo y golpeando la tierra con un martillo de oro para demostrar donde debía ser construida la catedral. Por lo tanto, el patriarca dio a la iglesia y la ciudad el nuevo nombre de Echmiadzín, que se puede traducir como «el lugar en donde el Único Engendrado descendió».

## Edificios singulares
Varias iglesias de Echmiadzin fueron declaradas Patrimonio de la Humanidad por la Unesco en 2000, dentro del conjunto «Catedral e iglesias de Echmiatsin y sitio arqueológico de Zvarnotz».
- Catedral de Ejmiatsin
- Iglesia de Santa Hripsime
- Iglesia de Santa Gayana
- Iglesia de Shoghakat
- Catedral de Zvartnots